# Tianfu
Tianfu (kinesiska: 天府) är en köping i sydvästra Kina. Den ligger i stadsdistriktet Beibei i storstadsområdet Chongqing, omkring 36 kilometer norr om det centrala stadsdistriktet Yuzhong. Antalet invånare är 30 980. Befolkningen består av 15 414 kvinnor och 15 566 män. Barn under 15 år utgör 8,0 %, vuxna 15-64 år 74 %, och äldre över 65 år 16,0 %.